# Cläre
Cläre (auch Kläre) ist ein weiblicher Vorname.

## Herkunft und Bedeutung
Cläre ist die deutsche Form vom französischen Namen Claire. Weitere Formen: Clara oder Klara.

## Bekannte Namensträgerinnen
- Cläre Barwitzky (1913–1989), deutsche katholische Seelsorgehelferin und Gerechte unter den Völkern
- Cläre Blaeser (1900–1996), deutsche Kommunalpolitikerin
- Kläre Bloch (1908–1988), eine der ersten Taxifahrerinnen Berlins, leistete Widerstand gegen den Nationalsozialismus
- Kläre Buchmann (1908–1945), deutsche Altphilologin, ab 1937 Chef-Lektorin der Cotta’schen Verlagsbuchhandlung
- Cläre Jung (1892–1981), deutsche Schriftstellerin und Journalistin
- Cläre Lehmann (1874–1942), deutsche Pädagogin
- Cläre Lotto (1893–1952), deutsche Tänzerin und Schauspielerin
- Cläre Maillard (1892–1966), deutsche Historikerin und Genealogin
- Cläre Neuhaus (1878–1950), deutsche Malerin
- Cläre Prem (1899–1988), deutsche Mundartdichterin
- Cläre Quast (1902–1984), deutsche Widerstandskämpferin gegen das NS-Regime und Gewerkschafterin
- Cläre Schimmel (1902–1986), deutsche Hörspielregisseurin
- Cläre Schmitt (1915–2008), deutsche Politikerin (CDU)
- Cläre Schubert-Feder (1853–1915), deutsche Kunsthistorikerin und Hochschullehrerin
- Cläre Stinnes (1872–1973), Ehefrau des Ruhrindustriellen Hugo Stinnes
- Cläre Tisch (1907–1941), deutsche Wirtschaftswissenschaftlerin
- Cläre Weitzel (1889–1945), deutsche Schriftstellerin